# Rouge-gorge (timbre)
Pour les articles homonymes, voir Rouge gorge (homonymie).
Le timbre Rouge-gorge (ou Meilleurs vœux) est un timbre-poste émis le 10 novembre 2003 par La Poste française. Il est devenu célèbre chez les philatélistes français lorsque les magazines spécialisés ont découvert qu'il avait aussi été émis sous forme de bloc-feuillet.

## Description
Le timbre, dessiné par Christian Broutin, représente un oiseau rouge-gorge perché sur la branche enneigée d'un arbre. Il tient dans son bec un brin de houx, symbole des fêtes de fin d'année.
Il porte les mentions (dans le sens des aiguilles d'une montre, depuis le coin supérieur gauche) : « RF - 0,50 € », en écriture cursive blanche « Meilleurs vœux », et « LA POSTE ». Il est imprimé en héliogravure.

## Usage
Sa valeur faciale lui permettait d'affranchir une lettre de moins de 20 grammes destinée à la France ou à un pays d'Europe de l'Ouest, dont les lettres et cartes de vœux de la fin 2003, début 2004.
À cet usage, La Poste l'a émis publiquement sous deux formes en novembre 2003 :
- en carnet de dix timbres autocollants avec prédécoupage ondulé,
- en timbre de feuille vendu à l'unité pour les collectionneurs.

## Le bloc-feuillet
Au cours du mois de janvier 2004, les magazines spécialisés français (L'Écho de la timbrologie et Timbres magazine) découvrent par l'intermédiaire de leurs confrères étrangers que le Rouge-gorge existe sous forme d'un bloc-feuillet.

### Description
Ce bloc-feuillet, dessiné par Christian Broutin est constitué du timbre en son centre et autour, de la scène de l'arbre aux branches enneigées, sur un fond de ciel bleu. Ses différences avec le timbre de feuille sont :
- le timbre du bloc n'a pas les deux bandes phosphorescence pour le tri automatique du courrier,
- la trame d'impression du timbre de feuille tend à être horizontale, celle du bloc est plutôt verticale.

La Poste le vendait depuis novembre 2003 uniquement en vente par correspondance. Le bloc et sa référence de commande figuraient seulement sur le site de la boutique internet, mais pas dans le catalogue papier (sauf dans celui de Noël). Il était vendu 3 € comme souvenir philatélique avec une carte de vœux décorée.

### La spéculation
Dès mi-février, le tirage du souvenir est épuisé, soit 50 000 exemplaires. La Poste reçoit les plaintes de collectionneurs réservataires des émissions du programme philatélique, qui n'ont pas reçu le bloc (soit environ un peu plus de 500 000 personnes). L'entreprise postale finit par trouver un stock suffisant pour contenter les quelque 150 réservataires ayant choisi l'option de recevoir toutes les émissions.
Au cours de l'année 2004, le bloc-feuillet subit une spéculation chez les marchands de timbres pour servir les collectionneurs qui ont raté l'achat. Au printemps 2004, le prix de vente chez les marchands du bloc atteint 150 € pour une valeur de vente de 3 € et une valeur faciale de 0,50 €. Son prix s'est stabilisé depuis à 120 € sur le marché philatélique parisien. À la fin 2006, la spéculation semble se dégonfler et on trouve ce bloc à 75 - 80 €.
Depuis, La Poste a émis d'autres feuillets avec encart illustré qui ont connu des tirages inférieurs à l'engouement qu'ils ont suscité chez les collectionneurs : celui lié à l'émission du bloc Coupe automobile Gordon Bennett tiré à 60 000 exemplaires.
En 2009, une association vend une réimpression du bloc « Rouge-gorge », différent par sa dentelure, au prix de trois euros.